# Presse LGBT
 (mars 2024).
La presse LGBT est la presse spécialisée traitant des thématiques LGBT ou visant un public LGBT.

## En France
La question de la pertinence (ou de la survie économique) de la presse LGBT se pose dans les sociétés, telles la France, ayant permis des avancées concrètes (mariage homosexuel, adoption, normalisation et banalisation des relations homosexuelles...). Ainsi, la presse LGBT en France a connu quelques difficultés dans les années 2010, avec des titres anciennement établis qui disparaissent puis renaissent de leurs cendres. Pour le directeur de publication de Komitid Christophe Martet, la presse en général ne se porte pas très bien, et les journaux LGBT n'échappent pas à cette règle. 